# Wola Pszczółecka
Wola Pszczółecka [pronunciación en polaco: /ˈvɔla pʂt͡ʂuˈwɛt͡ska/] es un pueblo en el distrito administrativo de Gmina Zelów, dentro del distrito de Bełchatów, Voivodato de Łódź, en Polonia central. Se encuentra aproximadamente a 9 kilómetros al suroeste de Zelów, a 18 kilómetros al oeste de Serłchatów, y a 47 kilómetros al suroeste de la capital regional Łódź.